# Dẽ mỏ thìa
Eurynorhynchus pygmeus là một loài chim trong họ Scolopacidae.
Loài này sinh sản ở đông bắc Nga và trú đông ở Đông Nam Á.

## Phân loại
Loài này được mô tả lần đầu bởi Linnaeus trong Systema Naturae của ông năm 1758 với danh pháp Platalea pygmea. Sau này loài này được chuyển đến Eurynorhynchus bởi Sven Nilsson năm 1821. Hiện nay loài này được đặt dưới calidris.

## Phân bố và môi trường sống
Loài này sinh sản ở khu vực bờ biển và vùng nội địa tiếp giáp trên bán đảo Chukotka và phía nam dọc theo eo đất của bán đảo Kamchatka. Dẻ mỏ thìa di chuyển xuống bờ biển Thái Bình Dương thông qua Nhật Bản, Triều Tiên, Hàn Quốc và Trung Quốc, đến căn cứ trú đông chính của chúng ở Nam và Đông Nam Á, nơi mà chúng đã được ghi nhận từ Ấn Độ, Bangladesh, Sri Lanka, Miến Điện, Thái Lan, Việt Nam, Philippines, bán đảo Malaysia và Singapore.

## Hình ảnh

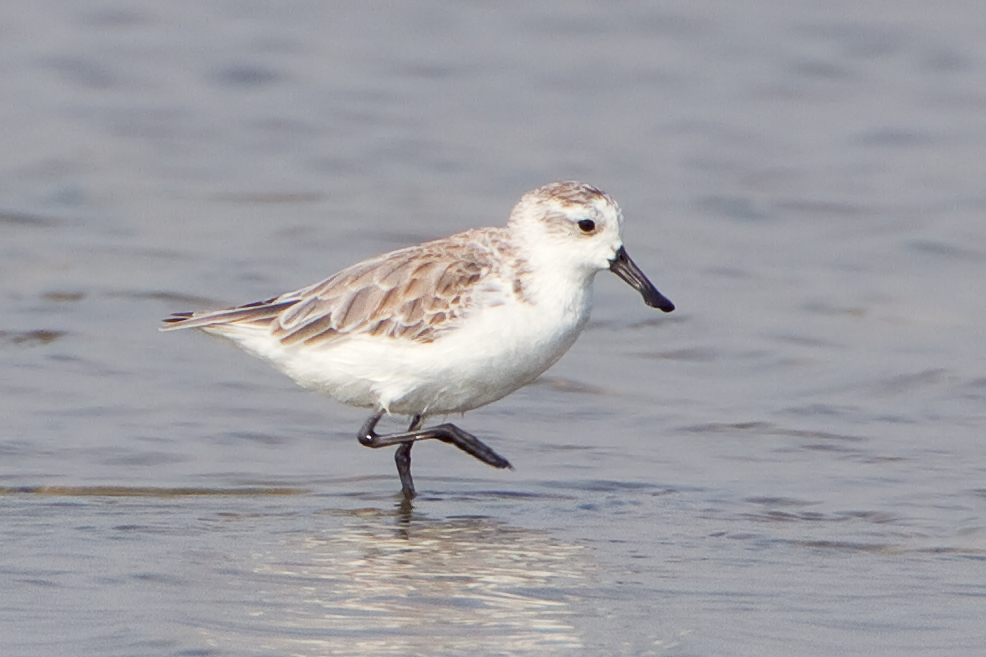
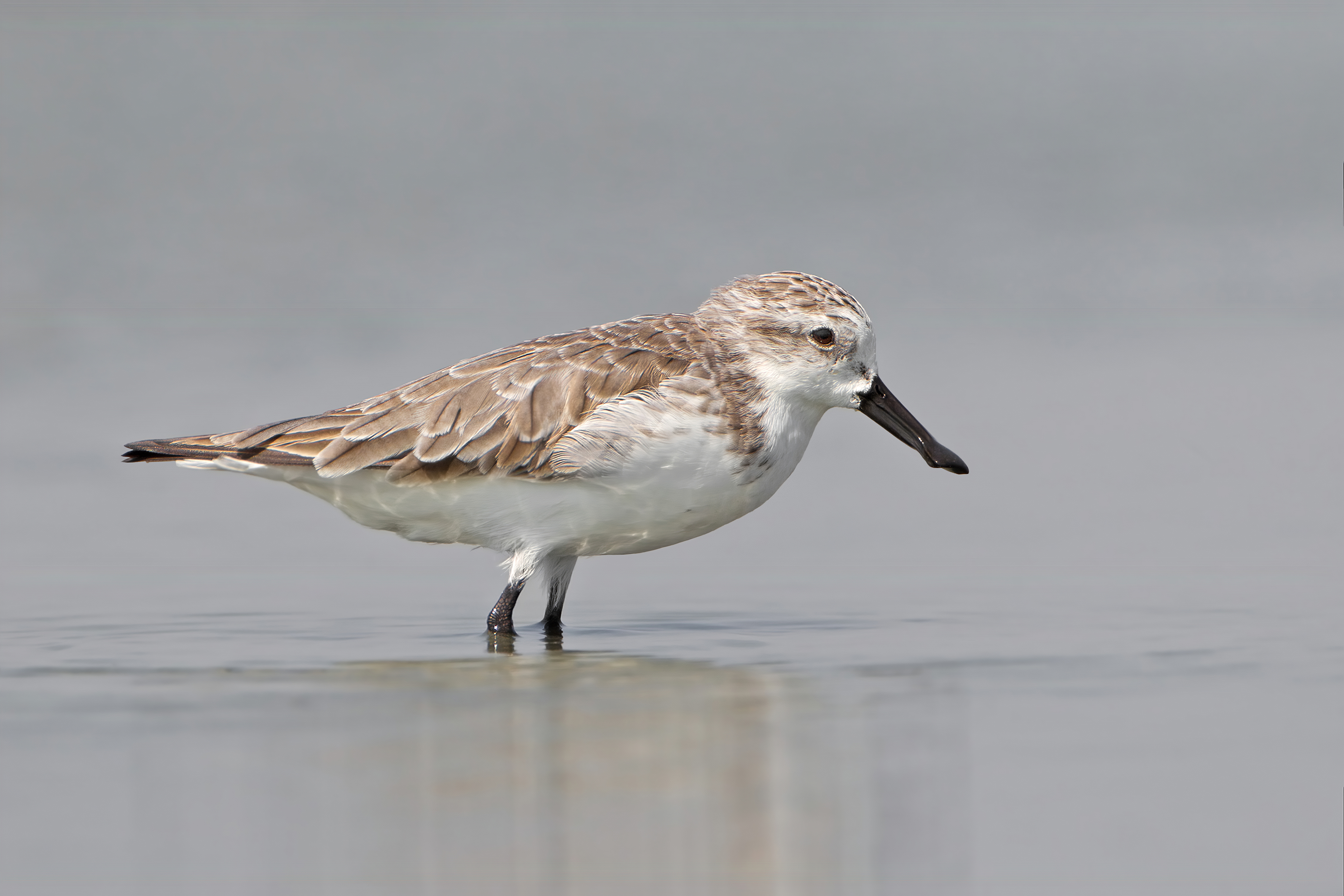
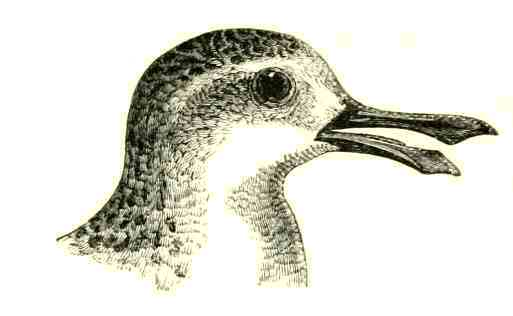
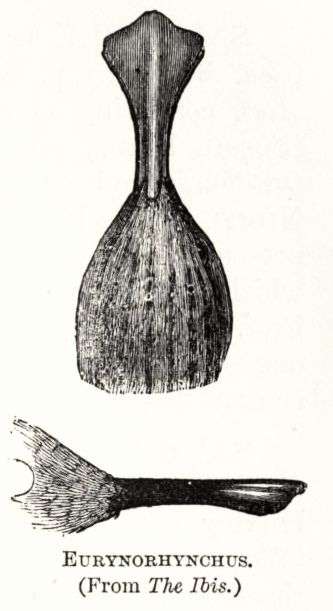